# 丹羽健一郎
丹羽 健一郎（にわ けんいちろう、1953年または1954年 - ）は、日本の地方公務員、鉄道実業家。愛知県企業庁長、愛知高速交通社長を歴任。瑞宝小綬章受章。

## 人物・経歴
愛知県庁入庁、2013年 (平成25年) 4月 中野秀秋の後任として公営企業管理者・企業庁長。日本工業用水協会会長を兼務し、保険取次事業として賠償責任保険と機械設備損害保険を創設。2013年3月 愛知県庁を定年退職。同年6月 それまで愛知県知事が非常勤として兼職してきた愛知高速交通の代表取締役社長に長期的なビジョンをもって長く経営に携わることができる者を中心とする安定した経営体制に移行するため、常勤として初めて就任。ジブリパークをイメージしたラッピング車両の導入などを取り組んだ。

## 栄典
- 2024年 令和6年春の叙勲で地方自治功労により瑞宝小綬章を受章[1]